# Ščučyn
Ščučyn (in bielorusso Шчучын?) è un comune della Bielorussia, situato nella regione di Hrodna.